# Sh2-19
Sh2-19 (nota anche come RCW 140) è una nebulosa a emissione visibile nella costellazione del Sagittario.
Si individua sul bordo occidentale della costellazione, a brevissima distanza dal centro galattico; si estende per circa 12 minuti d'arco in una regione fortemente oscurata da polveri interstellari, sul bordo di un ricco campo stellare. Il periodo più indicato per la sua osservazione nel cielo serale ricade fra giugno e novembre; trovandosi a declinazioni moderatamente australi, la sua osservazione è facilitata dall'emisfero australe.
Sh2-19 è una regione H II situata sul bordo esterno del Braccio del Sagittario a una distanza stimata attorno ai 1500 parsec (4890 anni luce) dal Sole; costituisce l'estremità orientale di una concatenazione formata da altre due nebulose, con le quali è fisicamente legata: Sh2-16 e Sh2-18. Non sono note stelle responsabili della sua ionizzazione, sebbene sia evidente che la nube ospiti fenomeni di formazione stellare; in particolare, sono state individuate tre sorgenti di radiazione infrarossa, individuate dall'IRAS e catalogate come IRAS 17448-2906, IRAS 17453-2909 e IRAS 17445-2900. Quest'ultima sorgente è per altro associata a un maser che presenta emissioni H2O. Secondo il catalogo Avedisova, a questa regione di formazione stellare apparterrebbe anche il giovane ammasso aperto Ruprecht 131, che appare dominato dalla stella HD 316322, di classe spettrale K5 e decima magnitudine apparente.
Sh2-19 appare in relazione con altre regioni H II situate nelle vicinanze, come Sh2-15, Sh2-16, Sh2-17, Sh2-18 e Sh2-20, tutte situate a 1500 parsec di distanza assieme all'ammasso aperto Cr 347; queste nebulose costituirebbero pertanto un'unica estesa regione di formazione stellare situata sul margine esterno del Braccio del Sagittario. Per un effetto di prospettiva, dalla Terra questa regione appare esattamente sovrapposta alla direzione del centro galattico.